# 斉藤康史
斉藤 康史（さいとう やすふみ、1976年3月2日 - ）は、日本の男性声優。アル・シェア（旧：同人舎）所属。以前はスターダス・21に所属していた。埼玉県出身。

## 出演作品
太字はメインキャラクター。

### テレビアニメ
2009年
- 涼宮ハルヒの憂鬱（2009年版）（お面屋のおじさん）

2010年
- けいおん!!（会社員）
- COBRA THE ANIMATION（騎士）

### ゲーム
2013年
- メタルギア ライジング リベンジェンス

2019年
- 新三國志

### 吹き替え

#### 映画
- カウントダウン（サリヴァン医師〈ピーター・ファシネリ〉）
- 13/ザメッティ
- テスラ エジソンが恐れた天才（ニコラ・テスラ〈イーサン・ホーク〉[1]）
- フード・ボーイ 秘密のパワー（ジョエル）

#### ドラマ
- WITHOUT A TRACE/FBI 失踪者を追え!
- 王女の女
- 風の国（モベク）
- 気分はぐるぐる #7
- ザ・ケープ 漆黒のヒーロー
- ザ・ホワイトハウス シーズン7 #11
- CSI:マイアミ7（トラバース 他）
- 製パン王 キム・タック
- 特殊能力捜査官 ペインキラー・ジェーン（セス）
- チャームド 〜魔女3姉妹〜 シーズン7
- HAWAII FIVE-0（パイロット）
- 魔術師 MERLIN（衛兵）
- ミス・マープル4 殺人は容易だ（ロジャーズ）
- ミッシング -サイキック捜査官-
- ミディアム6 霊能者アリソン・デュボア
- ミルドレッド・ピアース 幸せの代償
- ヤング・スーパーマン

### オーディオブック
- audiobook.jp
  - トヨトミの野望 小説・巨大自動車企業（2018年、九鬼辰三[2]）
- LisBo
  - 終戦後の満州の労苦（朗読）
  - 日ソ戦闘記の体験から（朗読）
  - 若菜集 (1)（2019年、朗読）
  - 藤村詩抄 島崎藤村自選（2019年、朗読）
  - 邪宗門 (2)（2019年、朗読）
  - 北原白秋詩集（2019年、朗読）
  - フェイクニュースの見分け方 (1) - (3)（2021年、朗読）